# Кулик Олена Вікторівна
Олена Вікторівна Кулик — українська художниця, дизайнерка, майстриня петриківського розпису, член Національної спілки майстрів народного мистецтва України (2007) і Національної спілки художників України (2010). Учасниця багатьох виставок, зокрема персональних.
Одна з небагатьох сучасних майстрів, що продуктивно застосовують петриківський розпис на порцеляні.
Дочка художниці Олени Скицюк, онучка народної художниці України Марфи Тимченко та заслуженого майстра народної творчості України Івана Скицюка.